# Michalis Chrysochoidis

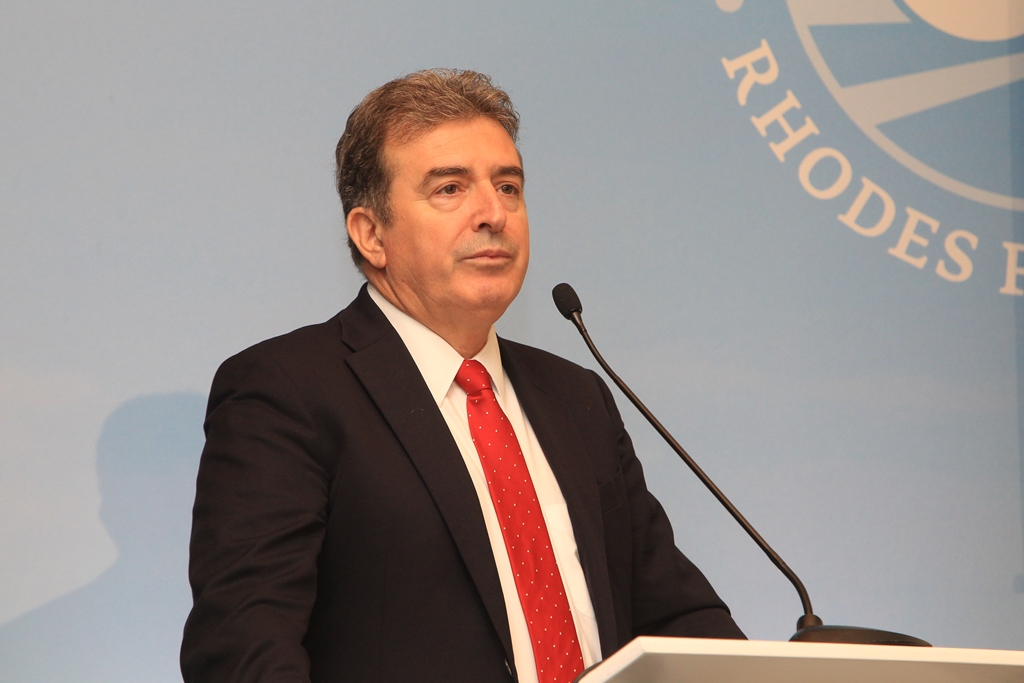
Michalis Chrysochoidis

Michalis Chrysochoidis (griechisch Μιχάλης Χρυσοχοΐδης, * 31. Oktober 1955 in Nisi (Gemeinde Alexandria, Zentralmakedonien)) ist ein griechischer Politiker der konservativen Nea Dimokratia. Er war mehrfach Minister und ist seit 2024 nach einer Kabinettsumbildung Minister für Bürgerschutz im zweiten Kabinett Mitsotakis. Chrysochoidis war von 1974 bis zu seinem Parteiausschluss 2019 Mitglied der sozialdemokratischen PASOK.

## Leben
Chrysochoidis studierte Rechtswissenschaft an der Aristoteles-Universität Thessaloniki und wurde 1989 zum ersten Mal als Abgeordneter in das griechische Parlament gewählt. Von 1994 bis 1996 war er stellvertretender Handelsminister, 1996 bis 1999 stellvertretender Minister für Entwicklung. Im Februar 1999 wurde er Minister für Öffentliche Ordnung in der Regierung von Ministerpräsident Konstantinos Simitis. Dieses Amt bekleidete er bis Juli 2003.
Seit 2003 ist er Sekretär des Zentralkomitees der PASOK.
Nach dem Wahlsieg der PASOK bei den Parlamentswahlen 2009 berief ihn Ministerpräsident Giorgos Andrea Papandreou an die Spitze des neu geschaffenen Ministeriums für Bürgerschutz, das weitgehend dem früheren Ministerium für öffentliche Ordnung entspricht. In dieser Funktion war Chrysochoidis vor allem mit den Problemen der Terroranschläge durch Untergrundgruppen sowie der seit den Ausschreitungen von 2008 immer wieder aufflammenden gewalttätigen Krawalle konfrontiert. Er trat für eine Politik der „Null-Toleranz“ gegenüber der Gewalt ein, aber auch gegenüber Steuerhinterziehung, für deren Bekämpfung er eine spezielle Finanzpolizei schuf.
Am 23./24. Juni 2010 wurde auf sein Ministerium ein Anschlag mit einer Paketbombe verübt. Sie explodierte nur wenige Meter von Chrysochoidis’ Büro entfernt und tötete einen Personenschützer. Chrysochoidis sagte dazu in einem FAZ-Interview im Februar 2012:
„Sie wollen mich töten, weil mein Name mit dem Erfolg Griechenlands im Kampf gegen den Terrorismus verbunden ist, mit der Zerschlagung des ‚17. November‘ und des ‚Revolutionären Kampfes‘. Das haben einige mir nicht verziehen.“
Bei der Kabinettsumbildung am 7. September 2010 vertraute ihm Papandreou das Wirtschaftsministerium an. Zu diesem Zeitpunkt machte sich eine deutliche Rezession als Folge der zur Bewältigung der griechischen Finanzkrise getroffenen einschneidenden Maßnahmen bemerkbar.
Im Übergangskabinett von Ministerpräsident Loukas Papadimos erhielt Chrysochoidis das Ressort für Entwicklung, Wettbewerbsfähigkeit und Schifffahrt (Wirtschaftsministerium) und ab 8. März 2012 wieder das Ministerium für Bürgerschutz.
Zu den Ursachen der griechischen Finanz- und Wirtschaftskrise äußerte sich Chrysochoidis wie folgt:
„Über zwei Jahrzehnte hinweg haben wir unsere Produktionsbasis, unsere Industrie und damit unsere Exportmöglichkeiten zerstört. Im ersten Jahrzehnt dieses Jahrhunderts, nach dem Beitritt zur Eurozone, kam hinzu, dass wir uns zu geringen Zinsen Geld leihen konnten und das auch im Übermaß getan haben. So wurden wir ein Land des Imports. … So haben wir uns über Jahrzehnte von Werten entfernt, die wir schon einmal hatten. Ich stamme aus einer Bauernfamilie in Nordgriechenland, … . Aus meiner Kindheit erinnere ich, was damals wichtige Werte für die Menschen waren: Erstens harte Arbeit. Jeder, der etwas geleistet hat, war stolz darauf. Und viele haben ihre Produkte exportiert. Das ging dann verloren als Folge der europäischen Subventionen. … Während wir mit der einen Hand das Geld der EU nahmen, haben wir es nicht mit der anderen Hand in neue und wettbewerbsfähige Technologien investiert. Alles ging in den Konsum. Das Ergebnis war, dass jene, die etwas produzierten, ihre Betriebe schlossen und Importfirmen gründeten, weil sich damit mehr verdienen ließ. Das ist das eigentliche Desaster dieses Landes.“ … „Wir haben in Griechenland ein politisches System, das über Jahre falsch funktioniert hat.“